# Berta Isla
Berta Isla è un romanzo dello scrittore spagnolo Javier Marías pubblicato nel 2017.

## Trama
Il romanzo inizia quando Berta Isla, nata a Madrid nel 1951, incontra Tomás Nevinson al liceo. Presto i giovani iniziano una relazione precoce. Tomás é un ragazzo robusto, biondo, felice, spensierato, piuttosto bello, ma dagli occhi minacciosi. Suo padre, Jack Nevinson, è autoritario e lavora presso l'ambasciata britannica a Madrid, mentre la madre, Mercedes, si prende cura dei suoi quattro figli, due maschi e due femmine.
All'età di 17 anni, nel 1968, Tomás andrà all'Università di Oxford per iniziare i suoi studi, mentre Berta si iscriverà all'Università Complutense di Madrid. Durante gli studi si vedono ad intermittenza, ma quando finiscono decidono di sposarsi nel 1974. Ben presto, Tom prende un posto nei Servizi Culturali dell'Ambasciata Britannica e insegna al Colegio Estudio di Madrid. Sua moglie darà alla luce un figlio, che chiameranno Guillermo. La grande svolta nel romanzo si verifica quando Berta Isla, intorno al 1976, tramite alcuni amici, scopre che Tom lavora per i servizi segreti britannici. Durante quel periodo, la protagonista è incinta della figlia Elisa.

## Il romanzo
Nel romanzo, tra i personaggi, è presente Bertram Tupra dell'MI6, decifratore di codici segreti e messaggi, già in Il tuo volto domani. Sono presenti inoltre nella narrazione riferimenti alla recente storia spagnola, come l'episodio della morte di Enrique Ruano e ad altri episodi storici degli anni settanta e ottanta, tra cui la guerra delle Falkland (1982).
Sono altresì citati il romanzo di Honoré de Balzac Il colonnello Chabert, che Berta legge su sollecitazione di Tupra, riscontrandovi alcune similitudini con la sua situazione, e il film Il ritorno di Martin Guerre, che vede per lo stesso motivo.
Nel 2022 Marias ha pubblicato il romanzo Tomás Nevinson, strettamente collegato a Berta Isla, in cui il protagonista è il marito di Berta.

## La critica
Per il quotidiano El País, Berta Isla è il libro dell'anno per il 2017.
Per Claudio Magris Berta Isla è "un capolavoro come il romanzo che lo precede e al quale si ricollega, Il tuo volto domani".
Su Panorama Michele Lauro l'ha recensito scrivendo che "Berta Isla appartiene al novero delle opere senza tempo".
Per Veronica Orazi "Marías, ancora una volta, ci coinvolge con la sua capacità narrativa, con una tecnica di scrittura che combina romanzo e riflessione esistenziale, per regalarci, di nuovo, un’opera che è anche uno strumento di indagine per i più coraggiosi che oseranno accogliere gli spunti di riflessione che il dialogo con lo scrittore offre".
Secondo Marco Archeti, "“Berta Isla” è un romanzo vero, un romanzo come se ne scrivevano una volta, un romanzo che non ha paura ma te la fa venire, che ti si insinua dentro al punto che l’ho letto raschiando il fondo del barile dei minuti tra una cosa e l’altra, notte e giorno senza riuscire a smettere, perché “Berta Isla” impone al tempo un altro tempo, modifica lo spazio e il senso delle cose che ti riguardano. Certo, soffre del difetto di essere troppo breve: cinquecento pagine. Perché io a quel punto – caro autore di un romanzo che stravince – sappi che ne avrei pretese mille".

## Edizioni
- Javier Marías, Berta Isla, traduzione di Maria Nicola, Einaudi, 2018,  p. 486, ISBN 978-88-0623-743-1.